# Comuna Omelnîk, Orihiv
Omelnîk (în ucraineană Омельник) este o comună în raionul Orihiv, regiunea Zaporijjea, Ucraina, formată din satele Cervonîi Iar, Omelnîk (reședința), Paniutîne, Șîroke și Svoboda.

## Demografie
Componența lingvistică a comunei Omelnîk
     Ucraineană (95,23%)
     Rusă (4,09%)
Conform recensământului din 2001, majoritatea populației comunei Omelnîk era vorbitoare de ucraineană (95,23%), existând în minoritate și vorbitori de rusă (4,09%).